# Čёrnaja čajka
Čёrnaja čajka (Чёрная чайка) è un film del 1962 diretto da Grigorij Jakovlevič Koltunov.